# بریتوس ایرلاینز
بریتوس ایرلاینز (به انگلیسی: Berytos Airlines) یک شرکت هواپیمایی است که در تاریخ ۲۰۰۳ میلادی تأسیس شده است.
دفتر مرکزی بریتوس ایرلاینز در لبنان واقع شده‌است.